# Aleuroclava papillata
Aleuroclava papillata là một loài côn trùng cánh nửa trong họ Aleyrodidae, phân họ Aleyrodinae.
Aleuroclava papillata được Sundararaj & Dubey miêu tả khoa học đầu tiên năm 2004.